# Albert Herring
Albert Herring (op.39) est un opéra-bouffe de chambre en trois actes de Benjamin Britten, livret de Eric Crozier d'après la nouvelle Le Rosier de madame Husson de Guy de Maupassant, créé au Festival de Glyndebourne le 20 juin 1947.

## Historique
Conçue sur le modèle des opérettes de Gilbert et Sullivan, l'œuvre se veut - selon Britten - un pendant à l'opéra de chambre The Rape of Lucretia créé l'année précédente, destiné à être représenté dans la même soirée. Le livret traite, sur un mode humoristique, le thème de la réaction de la société face à un comportement individuel marginal, présent (de façon plus tragique) dans d'autres œuvres du compositeur comme Peter Grimes,. Certains contemporains ont vu dans le personnage principal un portrait satirique du compositeur lui-même
La création américaine a eu lieu le 8 août 1949 dans le cadre du Festival de Tanglewood.
En France l'opéra a été représenté en février-mars 2009 dans une coproduction Opéra-Comique de Paris et Opéra de Rouen.

## Argument
L'action se situe en avril-mai 1920, à Loxford, petit village dans l'Est du Suffolk en Angleterre.
Chaque année, au mois de mai, se déroule l'élection de la Reine de Mai. Un comité, présidé par Lady Billows et composé de personnalités du village, le maire, le vicaire, le Surintendant et la maîtresse d'école doit désigner celle qui sera l'heureuse élue. Chacun propose le nom d'une jeune fille mais Florence Pike, la gouvernante de Lady Billows, véritable commère, a toujours un argument pour s'opposer. Le Surintendant Budd propose alors d'élire un Roi de Mai et son candidat est Albert Herring. Les autres membres ne sont pas enthousiasmés jugeant Albert un peu demeuré. Lady Billows, lassée, finit par accepter. Albert Herring sera le Roi de Mai.

### Acte I
Lady Billows accueille les membres du comité qui doivent désigner celle qui sera choisie comme Reine de Mai. Chacun a sa candidate mais Florence Pike a toujours un argument pour l'éliminer sous prétexte d'un péché contraire à la morale. Lady est furieuse et dénonce la ville comme une terre de vice, une porcherie salie par le sexe féminin.
Le Surintendant propose un Roi de Mai et son favori est le commis d'épicerie Albert Herring qui est aussi propre que les foins que l'on vient de couper. Les autres membres sont réticents mais de guerre lasse, Lady Billows tranche : Albert Herring sera le Roi de Mai et Cela servira de leçons aux filles.
Dans un interlude Sid, apprenti-boucher cherche à convaincre Albert de s'éloigner des jupons de sa mère.  Ils sont rejoints par Nancy, la fille du boulanger. Sid et Nancy se donnent rendez-vous pour une promenade au clair de lune. Albert reste seul dans la boutique.
Lady Billows se présente et annonce à Mrs Herring que son fils est désigné pour être le Roi de Mai et que le prix s'élèvera à 25 souverains d'or.
Albert qui veut refuser le prix est renvoyé dans la chambre par sa mère qui est ravie que son fils ait été choisi, et n'oublie pas les 25 souverains.

### Acte II
Tout est prêt pour accueillir le futur Roi de Mai. La table est dressée, les enfants de la paroisse entonnent le chant du couronnement, les officiels récitent un petit compliment. Lady Billows remet à Albert le prix de 25 souverains d'or. Albert lève son verre, bredouille son remerciement. Il trouve la boisson agréable. Avant la venue des officiels Sid et Nancy avaient versé du rhum dans le verre de limonade d'Albert le rendant ainsi très guilleret.
La fête terminée Albert revient à son domicile et se voit tel que les autres le considèrent : timide, pouponné par sa mère. Il tire à pile ou face s'il doit aller faire la noce. Il ira faire la noce.

### Acte III
Albert a disparu. Tout le monde est affolé. Qu'est-il devenu ? Le Surintendant demande à Mrs Herring une photo pour pouvoir l'identifier. On a remarqué quelque chose de grand et blanc dans un puits, on rapporte la couronne de fleurs d'oranger écrasée par une voiture sur la route qui mène au village voisin.
Albert revient ce qui déclenche une avalanche de récriminations. Sid et Nancy protestent contre cette façon de le questionner par des vieilles faces pieuses ravies par le péché. Albert raconte une histoire pleine d'allusions et il spécifie qu'il n'a pas tout dépensé. Soupirs des membres du comité et de Mrs Herring. Les gens sont horrifiés. Il leur récite un discours plein de sagesse. Ils admettent maintenant qu'ils ne peuvent plus montrer cette condescendance qu'ils avaient envers l'innocence du Roi de Mai.
Je n'en ai pas trop fait ? demande Albert à Sid et Nancy. Voyant les enfants qui se moquent de lui, il les invite à venir goûter aux fruits qui se trouvent dans la boutique. Albert jette au public sa couronne de fleurs d'oranger.

## Personnages et créateurs
| Rôle                               | Tessiture      | Distribution de la création 20 juin 1947 (Direction musicale : Benjamin Britten) |
| ---------------------------------- | -------------- | -------------------------------------------------------------------------------- |
| Lady Billows                       | soprano        | Joan Cross                                                                       |
| Florence Pike, sa gouvernante      | contralto      | Gladys Parr                                                                      |
| Miss Wordsworth, maîtresse d'école | soprano        | Margaret Ritchie                                                                 |
| Mr. Gedge, vicaire                 | baryton        | William Parsons                                                                  |
| Mr. Upfold, maire                  | ténor          | Roy Ashton                                                                       |
| Surintendant Budd                  | basse          | Norman Lumsden                                                                   |
| Sid, garçon-boucher                | baryton        | Frederick Sharp                                                                  |
| Albert Herring, commis d'épicerie  | ténor          | Peter Pears                                                                      |
| Nancy, employée de boulangerie     | mezzo-soprano  | Nancy Evans                                                                      |
| Mrs. Herring, mère d'Albert        | mezzo-soprano  | Betsy de la Porte                                                                |
| Emmie                              | soprano        | Lesley Duff                                                                      |
| Cis                                | soprano        | Anne Sharp                                                                       |
| Harry                              | soprano enfant | David Spenser                                                                    |

## Discographie sélective
- Peter Pears, Joan Cross, Gladys Parr, Margaret Ritchie, Otakar Kraus, Roy Ashton, Norman Lumsden, Denis Dowling, Nancy Evans, Catherine Lawson, Anne Sharp, Elisabeth Parry, Alan Thompson, Benjamin Britten (dir.) - Nimbus. Live enregistré au théâtre royal de Copenhague le 15 septembre 1949
- Peter Pears, Sheila Rex, Catherine Wilson, Joseph Ward, Johanna Peters, Edgar Evans, Sylvia Fisher, April Cantelo, Owen Brannigan, Sheila Amit, Anne Pashley, Stephen Terry, John Noble, English Chamber Orchestra, Benjamin Britten (dir.) - Decca
- Christopher Gillett, Josephine Barstow, Susan Gritton, Felicity Palmer, Della Jones, Stuart Kale, Gerald Finley, Robert Lloyd, Peter Savidge, Ann Taylor, Northern Sinfonia, Steuart Bedford (dir.) -  Collins Classics, rééd. Naxos
- James Gilchrist, Pamela Helen Stephen, Roderick Williams, Susan Bullock, Sally Burgess, Alan Opie, Stephen Richardson, Robert Tear, Rebecca Evans, Anne Collins, Yvette Bonner, Rebecca Bottone, Gregory Monk, City of London Sinfonia, Richard Hickox (dir.) - Chandos

## Sources
Le texte en français de Argument est issu de Tout l'Opéra de Kobbé, Éditions Robert Laffont. coll. « Bouquins »
- (en) Cet article est partiellement ou en totalité issu de l’article de Wikipédia en anglais intitulé « Albert Herring » (voir la liste des auteurs).